# Hypselistes acutidens
Hypselistes acutidens là một loài nhện trong họ Linyphiidae.
Loài này thuộc chi Hypselistes. Hypselistes acutidens được miêu tả năm 1989 bởi Gao, Sha & Zhu.